# NGC 5704
NGC 5704 (ook: NGC 5708) is een spiraalvormig sterrenstelsel in het sterrenbeeld Ossenhoeder. Het hemelobject werd op 18 maart 1787 ontdekt door de Duits-Britse astronoom William Herschel.

## Synoniemen
- UGC 9430
- MCG 7-30-44
- ZWG 220.42
- IRAS 14363+4040
- PGC 52315